# Grand Aracaju

Grand Aracaju

La région métropolitaine d'Aracaju, également appelé Grand Aracaju fut créée en 1995 par la loi n°25/95 de l'État du Sergipe. Elle regroupe 4  municipalité formant une conurbation avec Aracaju.
Elle s'étend sur 860 km2 pour une population totale de 759 681 habitants au recensement de 2007. Elle comporte les mêmes municipalités que la microrégion d'Aracaju.

## Noyau métropolitain
| Ville                    | Population (hab.) | Superficie (km²) |
| ------------------------ | ----------------- | ---------------- |
| Aracaju                  | 520 207           | 174              |
| Nossa Senhora do Socorro | 148 325           | 158              |
| São Cristóvão            | 71 931            | 437              |
| Barra dos Coqueiros      | 19 218            | 91               |
| Total                    | 759 681           | 860              |